# Nejvyšší tribunál apoštolské signatury
Nejvyšší tribunál Apoštolské signatury (latinsky Supremum Signaturae Apostolicae Tribunal) je nejvyšším soudem římskokatolické církve a současně též nejvyšším orgánem církevní justiční správy a správního soudnictví. 

## Prefekt
V jeho čele stojí prefekt (obvykle kardinál), kterým je v současnosti (od 8. listopadu 2014) kardinál Dominique Mamberti, který ve funkci vystřídal kardinála Raymonda Burkeho. Dále je zde sekretář Signatury (auditor sanctissimi), který je zároveň právním poradcem papeže – tím byl od července 2016 Giuseppe Sciacca, kterého v roce 2022 vystřídal Andrea Ripa.
Sídlí v Palazzo della Cancelleria v Římě.

## Činnost
Signatura neřeší běžné spory a odvolání, ty přísluší odvolacímu tribunálu Svatého stolce, kterým je Tribunál Římské roty. Signatuře přísluší mimo jiné:
- řešit jurisdikční spory mezi církevními tribunály a dikasteriemi
- prošetřovat administrativní rozhodnutí ordinářů a dikasterií
- prošetřovat odvolání proti rozsudkům Tribunálu Římské roty, v nichž byla ŘR první instancí

Proti rozsudku Signatury není odvolání.